# Olga Ignatieva
Olga Ignatieva est une joueuse d'échecs soviétique puis russe née le 16 octobre 1920 à Kortchmino dans le district de Saint-Pétersbourg et morte à Moscou le 6 juin 1999.

## Biographie et carrière
Championne de Léningrad et de Moscou (en 1951 et 1956), Ignatieva participa à 17 finales du championnat d'URSS féminin et termina deuxième du championnat soviétique en 1951. Le championnat de 1951 était un tournoi zonal et qualifiait Ignatieva pour le tournoi des candidates de 1952 où elle finit deuxième ex æquo.
De 1946 à 1957, elle fut mariée à David Bronstein.
Elle obtint le titre de grand maître international féminin en 1978.